# الجيش الوطني الأفغاني
 الجيش الوطني الإسلامي (بالفارسية: أُردوي مِلّي اسلامي) ويشار إليه أيضًا باسم جيش الإمارة الإسلامية والجيش الأفغاني. وهو فرع الثوة البرية التابع للقوات المسلحة الأفغانية. تعود جذور الجيش الأفغاني إلى أوائل القرن الثامن عشر، عند تأسيس الهوتاكية في قندهار واستلام أحمد شاه الدراني السلطة. أُعيد تنظيم الجيش عام 1880م خلال عهد الأمير عبد الرحمن خان. اتخذت أفغانستان موقفًا حياديًا خلال الحربين العالميتين الأولى والثانية. زُوّد الجيش الأفغاني بالمعدات من الاتحاد السوفياتي،, منذ ستينيات القرن الماضي وحتى أوائل التسعينيات.
وبعد استقالة الرئيس نجيب الله في عام 1992، تم حل الجيش فعلياً. وفي عام 1996، تولت إمارة أفغانستان الإسلامية (نظام طالبان) السلطة، وأنشأت جيشها الخاص، الذي استمر حتى غزو الولايات المتحدة لأفغانستان في أكتوبر/تشرين الأول ونوفمبر/تشرين الثاني 2001.
في عهد الجمهورية الإسلامية، خضع الجيش الوطني لوزارة الدفاع في كابُل، وتلقى تدريبًا مكثفًا من قوات حلف شمال الأطلسي بقيادة الولايات المتحدة. قُسِّم الجيش الوطني الأفغاني، منذ عام 2004م وحتى 2021م، إلى 7 فيالق: تمركز الفيلق 201 في كابل، بينما تمركزت الفيالق 203 و205 و207 و209 و215 في كلّ من غرديز وقندهار وهراة ومزار شريف ولشكر كاه على الترتيب، والفيلق 217 في الشمال.
بحلول عام 2014م، خضعت معظم أراضي أفغانستان لسيطرة الحكومة بمساعدة من حلف شمال الأطلسي. لكن السنوات اللاحقة شهدت -ببطء- خسارة الحكومة مناطقًا لصالح طالبان، وانتهى الأمر بانهيارها وسقوط العاصمة كابل بأيدي طالبان عام 2021م. تلقى الجيش الوطني الأفغاني جلّ تدريبه في جامعة الدفاع الوطنية الأفغانية. في عام 2019م، كان قوام الجيش الأفغاني نحو 180 ألف جندي من أصل 195 ألف جندي يشكلون قوام القوة المأذون به. نظريًا، كانت القوة البشرية للجيش الأفغاني كبيرة، لكن جزءًا كبيرًا من تعداد القوة البشرية عبارة عن جنود أشباح عمليًا، أي جنودٌ يُقتصر وجودهم على الورق فقط.
عقب انسحاب القوات الأمريكية من أفغانستان في صيف عام 2021م، وتزامنًا مع هجوم سريع شنته طالبان، تفكك الجيش الوطني الأفغاني إلى حدّ كبير. أدى ما سبق إلى سقوط كابل وفرار الرئيس أشرف غني من البلاد إلى دبي. تخلى العديد من الجنود عن مواقعهم، أو تفاوضوا مع طالبان على الاستسلام، تاركين للحركة كميات كبيرة من الأسلحة والمعدات المصنوعة في الولايات المتحدة.
بعد هروب الرئيس غني وسقوط كابل، فرّ مَنْ تبقى من الجيش الأفغاني أو استسلم لحركة طالبان، وانتهى وجود الجيش الوطني الأفغاني بحكم الواقع. ذكرت تقارير فرار بضعة جنودٍ من الجيش الأفغاني، وإعادة تنظيم أنفسهم في وادي بنجيشر، وانضمامهم هناك إلى تحالف مقاومة بنجشير المناوئ لطالبان. ذُكر أيضًا رفض نحو 500 إلى 600 عسكري، معظمهم من مغاوير الجيش الوطني، الاستسلام لطالبان في كابل، وانضموا إلى القوات الأمريكية المتمركزة في مطار كابُل الدولي، لمساعدتها في الدفاع عن المحيط الخارجي للمطار خلال عملية الإجلاء عن أفغانستان. وفقًا لجون كيربي، المتحدث باسم البنتاغون الأمريكي، ستجلي الولايات المتحدة القوات الأفغانية المدافعة عن المطار إلى مكانٍ آمن، بناءً على رغبتهم الشخصية، حالما تنتهي عملية الإخلاء.

## تاريخ

### الجيش الأفغاني الملكي
تاريخيًا، خدم الأفغان في جيوش السلالة الغزنوية (963-1187م) والدولة الغورية (1148-1215م) وسلطنة دلهي (1206-1527م)2 وسلطنة مغول الهند (1526-1858م). تعود أصول الجيش الوطني الأفغاني إلى أوائل القرن الثامن عشر، عندما استلمت السلالة الهوتاكية السلطة في قندهار، وهزمت الإمبراطورية الصفوية الفارسية في معركة جيلان آباد عام 1772م.
عندما أسس أحمد شاه الدراني الإمبراطورية الدرانية عام 1747م، خاض الجيش الأفغاني عددًا من المعارك في منطقة بنجاب ضمن الهند خلال القرن التاسع عشر. كانت معركة باني بت الثالثة إحدى أشهر تلك المعارك، وتمكّن الجيش الأفغاني خلالها من إلحاق هزيمة ساحقة بالإمبراطورية الماراثية الهندوسية. خاض الأفغان بعدها حربًا مع إمبراطورية السيخ، واستمرت المعارك حتى وفاة هاري سينغ نالوا، القائد الأعلى للجيش السيخي، فتوقفت أخيرًَا الفتوحات السيخية. في عام 1839م، غزا البريطانيون أفغانستان، وجلبوا شجاه شاه الدراني من المنفى وسلّموه السلطة. قاوم الأمير محمد أكبر خان الغزو البريطاني لأفغانستان، وقاد برفقة جيشه تمردًا منظمًا ضد الاحتلال البريطاني. في تلك الفترة، وفّر زعماء القبائل الأفغانية الشباب المقاتلين عندما طلب الأمير خدمتهم. توّجت المقاومة بالانسحاب من كابل عام 1842م جراء هزيمة القوات البريطانية أمام الجيش الأفغاني، ويعود سبب هزائم البريطانيين إلى الاستغلال الفعّال للأراضي الوعرة واستخدام الأفغان أسلحة نارية كالجيزايل.

يستشهد السياسي علي أحمد جلالي بمصادر تقدّر تعداد الجيش النظامي بنحو 50 ألف مقاتل عند اندلاع الحرب الإنجليزية الأفغانية الثانية (1878-1880م). تألف الجيش حينها من 62 كتيبة مشاة و16 كتيبة خيالة، بالإضافة إلى 324 مدفعًا محمولًا على بطاريات المدفعية في الجبال أو مجرورًا بالأحصنة. يكتب جلالي "غالبًا ما يُعزى الفضل في تأسيس الجيش الأفغاني الحديث إلى الأمير شير علي خان (1863-1878م)، لكن الجيش لم يتحوّل إلى مؤسسة عسكرية عملية وذات كفاءة إلا في عهد عبد الرحمن". في عام 1880م، أسس الأمير عبد الرحمن خان جيشًا أفغانيًا حديث التجهيز والعتاد بمساعدة البريطانيين. وفقًا لما جاء في مكتبة الكونغرس للدراسات القطرية:
"عندما استلم عبد الرحمن خان العرش، كان الجيش معدومًا عمليًا. بعدما تلقى عبد الرحمن مساعدةً من البريطانيين على هيئة قرضٍ تمويلي، بالإضافة إلى مساعدات أخرى على هيئة أسلحة وذخيرة وعتاد عسكري، بدأ الأمير مَهمةً استمرّت 20 سنة، خلق خلالها قوة عسكرية نظامية وكبيرة عبر فرض إجراءات شكّلت أساس النظام العسكري على المدى الطويل. تشمل الإجراءات التي اتخذها زيادة توازن التزامات الخدمة العسكرية بين الأفراد، عبر نظام عُرف باسم "هشت نفري" (يؤدي كل رجل من أصل 8، تتراوح أعمارهم بين 20 إلى 40 سنة، دوره في الخدمة العسكرية بالتناوب)، وتأسيس ترسانة في كابل لتقليص اعتماد الأفغان على المصادر الخارجية بهدف الحصول على الأسلحة الصغيرة والمدفعية. من الإجراءات الأخرى التي اتخذها توفير الدورات التدريبية الخاضعة للإشراف، وتنظيم الجنود وفق فرقٍ وألوية وأفواج تشمل كتائب المدفعية أيضًا، ووضع جداول زمنية لدفع أجور الجنود، وفرض نظام انضباط أساسي وقاسٍ.
أدخل الملك أمان الله خان مزيدًا من التحسينات على الجيش الأفغاني في أوائل القرن العشرين، قبل اندلاع الحرب الإنجليزية الأفغانية الثالثة. خاض الملك أمان الله حربًا ضد البريطانيين عام 1919م، وانتهت باستقلال أفغانستان كليًا بعد توقيع معاهدة راولبندي. تذكر التقارير من مسيرة سلار عبد الرحيم أن فرقة الخيالة كانت موجودة قبل عشرينيات القرن الماضي، حينها عُيّن عبد الرحيم في فرقة ضمن ولاية هرات عام 1913م، ثم في مزار شريف عام 1927م. خلال عهد الملك محمد ظاهر شاه، بدأ الأخير توسيع الجيش الأفغاني منذ عام 1933م.
كان الفريق محمد داود خان وزير الدفاع في عهد ابن خالِه الملك، وفي عام 1953م، نُقل إلى منصب رئاسة وزراء أفغانستان بعدما كان قائد الفوج المركزي في كابل. وقعت اشتباكات حدودية متكررة مع باكستان بين سنتي 1950 و1961م.
منذ عام 1949م وحتى 1961م، جرت المناوشات الأفغانية والباكستانية على التخوم الحدودية، وتُوّجت في الاقتتال ضمن منطقة باجور في سبتمبر عام 1960م. أدى ما سبق إلى انقطاع العلاقات الدبلوماسية بين البلدين في سبتمبر عام 1961م.
تلقى الجيش الأفغاني التدريب والمعدات العسكرية من الاتحاد السوفياتي، منذ ستينيات القرن الماضي وحتى أوائل التسعينيات. أُرسلت أول مجموعة من الخبراء العسكريين السوفيات (10 خبراء بينهم مترجمون) إلى كابل بين شهري فبراير ومارس عام 1957م، بهدف تدريب الضباط وضباط الصف الأفغان.

## معدات

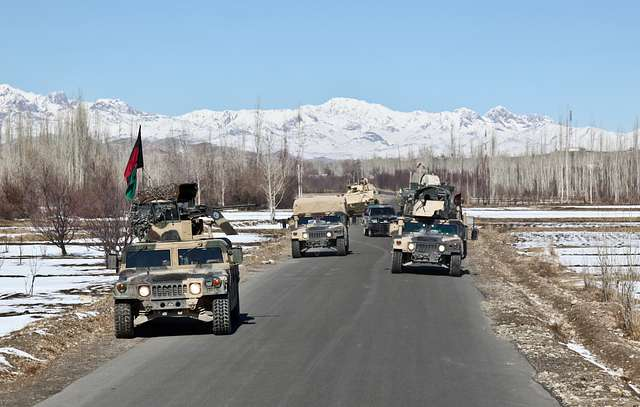
عربات همفي للجيش الوطني الأفغاني

كان الجيش الأفغاني مزودًا ببندقية أيه كيه-47 السوفيتية كبندقية خدمية رئيسية منذ سبعينيات القرن العشرين، وكانت كتيبة الكوماندوز 444 هي الوحدة الوحيدة التي لديها إمكانية الوصول إلى البندقية في عام 1968. وباعتبارها حليفًا رئيسيًا للولايات المتحدة من خارج حلف شمال الأطلسي ، استمرت أفغانستان في تلقي مليارات الدولارات من المساعدات العسكرية وانضمت بندقية أم 16 الأمريكية إلى بندقية أيه كيه-47 كبندقية خدمة. بالإضافة إلى ذلك، دخلت الخدمة بنادق أمريكية مختلفة وسترات واقية من الرصاص ونظارات الرؤية الليلية والشاحنات والمركبات المحمية من الكمائن المقاومة للألغام . كان لدى الجيش الوطني الأفغاني سابقًا عقد مع شركة الشاحنات الدولية، ومن شأنه أن يوفر أسطولًا من 2781 شاحنة يمكن استخدامها لنقل الأفراد والمياه والبترول وكمركبة إنقاذ.
وإلى جانب حلف شمال الأطلسي، كانت أفغانستان تتجه بشكل متزايد إلى حلفائها الإقليميين، الهند وروسيا، للحصول على المساعدات العسكرية والإمدادات. فقد دعمت الدولتان التحالف الشمالي ، بالتمويل والتدريب والإمدادات والعلاج الطبي للمقاتلين الجرحى، ضد طالبان لسنوات قبل التدخل الذي قادته الولايات المتحدة في عام 2001.
بعد الإطاحة بحكومة طالبان في أواخر عام 2001، استثمرت الهند عدة مليارات من الدولارات في مشاريع تطوير البنية التحتية في أفغانستان، بالإضافة إلى تدريب الضباط الأفغان في الهند. لكن الهند لم تكن راغبة في تقديم المساعدات العسكرية ما لم تكن في إطار مهمة حفظ سلام معتمدة من الأمم المتحدة . في عام 2014، وقعت الهند اتفاقية مع روسيا وأفغانستان حيث ستدفع لروسيا مقابل جميع المعدات الثقيلة التي طلبتها أفغانستان بدلاً من توريدها بشكل مباشر. تتضمن الصفقة أيضًا تجديد الأسلحة الثقيلة المتبقية منذ الحرب السوفيتية.  بعد نهاية هجوم طالبان عام 2021، انتهى الأمر بمعظم ترسانة الجيش الوطني الأفغاني، بما في ذلك الكثير من معداته العسكرية الأمريكية، في أيدي طالبان.